# Gundersen-Methode
Die Gundersen-Methode ist ein Startmodus im abschließenden Langlaufbewerb der Nordischen Kombination, durch den der erste, der dabei das Ziel erreicht auch der Sieger im Kombinationsbewerb ist. 
Ursprünglich wurde in der Nordischen Kombination erst nach Beendigung der Wettbewerbe anhand von Schlüsseln für Springen und Langlaufen Punkte und damit Platzierungen aller Teilnehmer berechnet und so erst mit zeitlichem Abstand der Gewinner der Kombination ermittelt.
Der Norweger Gunder Gundersen entwickelte in den 1980er Jahren den nach ihm benannten Startmodus, bei dem Sportler mit gewissen berechneten Zeitabständen in den Langlauf gestartet werden. Diese Startrückstände werden so aus den Sprungergebnissen berechnet, dass die Reihenfolge der Zielankünfte im Langlauf schon die Gesamtplatzierung widerspiegelt. Der Zieleinlauf ist in seiner Transparenz zuschauerfreundlich.
Ab einer gewissen Größe des Rückstands werden die Teilnehmer in Wellen gemeinsam gestartet, behalten ihren rechnerischen Rückstand jedoch, sodass sich die genauen Platzierungen dieser Teilnehmergruppe(n) erst aus Berechnung ergeben.
Pro Meter Sprungweite werden auf der Großschanze (ab 100 m) bis zu 1,2 Punkte und auf der Normalschanze 2 Punkte gerechnet. 2 Punkte Unterschied entsprechen acht Sekunden Abstand zwischen den Startern bzw. 15 Punkte entsprechen einer Minute.